# Comté de Throckmorton
Pour les articles homonymes, voir Throckmorton.
Le comté de Throckmorton, en anglais : Throckmorton County, est un comté situé au nord de la partie centrale de l'État du Texas aux États-Unis. Fondé le 13 janvier 1858, son siège de comté est la ville de Throckmorton. Selon le recensement des États-Unis de 2020, sa population est de 1 440 habitants. Le comté a une superficie de 2 439,2 km2, dont 2 363,4 km2 en surfaces terrestres. Il est baptisé à la mémoire de William Edward Throckmorton, un pionnier.

## Organisation du comté
Jusqu'en 1837, le comté faisait partie de la municipalité de Red River, avant que celle-ci soit organisée en comté. Le comté de Throckmorton est fondé le 13 janvier 1858, à partir des terres du comté de Young et de celles rattachées au comté de Bosque. Après plusieurs réaménagements fonciers, il est définitivement organisé et autonome, le 18 mars 1879.
Le comté est baptisé en référence au docteur William Edward Throckmorton (en), un colon et un soldat durant la guerre de Sécession,.

## Géographie
Le comté de Throckmorton se situe au nord de la partie centrale de l'État du Texas, aux États-Unis,.
Il a une superficie totale de 2 439,2 km2, composée de 2 363,4 km2 de terres et de 75,8 km2 de zones aquatiques.

## Comtés adjacents
| Comté de Knox    | Comté de Baylor       | Comté d'Archer    |
| Comté de Haskell | comté de Throckmorton | Comté de Young    |
|                  | Comté de Shackelford  | Comté de Stephens |

## Démographie

Pyramide des âges du comté de Throckmorton (2000).

Lors du recensement de 2010, le comté comptait une population de 1 641 habitants. Elle est estimée, en 2017, à 1 527 habitants,.